# 浅間町 (横浜市)
浅間町（せんげんちょう）は、神奈川県横浜市西区の町名。現行行政地名は浅間町1丁目から浅間町5丁目（字丁目）、住居表示未実施区域。

## 地理
横浜市の東部に位置する。域内は北東から順に字1-5丁目に分かれ、住宅地、商店、事業所が混在する。1918年（大正7年）には東海豆粕製油、1920年（大正9年）には平野味噌と食品工場が創業した。東から時計回りに岡野、南浅間町、天王町、宮田町、鎌谷町、浅間台、宮ケ谷、楠町、北幸、南幸に隣接している。

### 河川
- 新田間川 - 町の東側を流れる川。二級河川帷子川の分流。

## 歴史

### 地名の由来
元は芝生（しぼう）と称したが、1901年（明治34年）の横浜市編入の際に域内にある浅間神社から浅間町と改称した。芝生が「死亡」に通じることを嫌った住民の懇願によるとされる。

### 沿革
近世以前

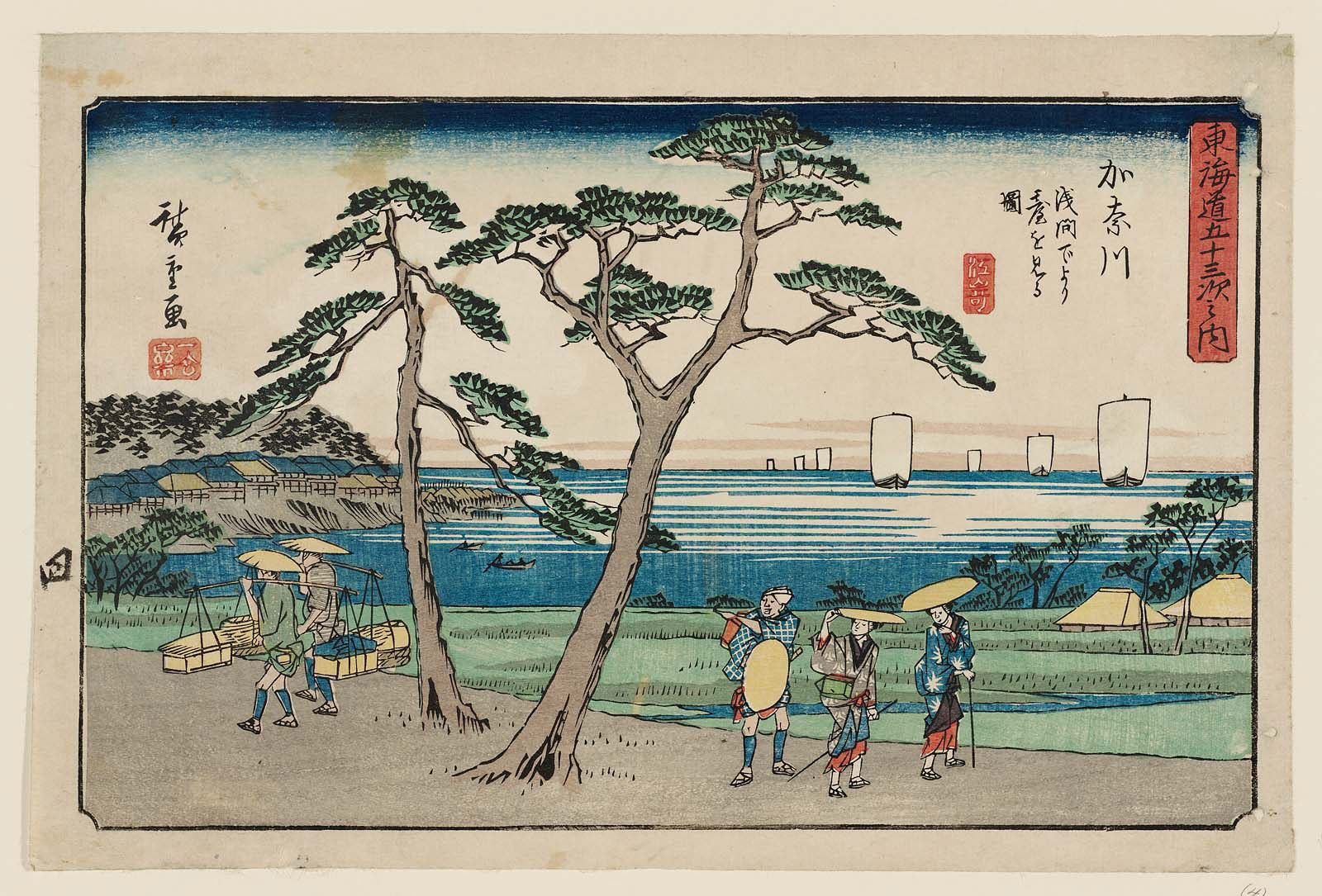
浅間下より台（画面左、現：台町）を見る図。歌川広重の東海道五十三次より。

芝生村と称し、武蔵国橘樹郡に属した。神奈川領のうち。村内を東海道が貫通し、神奈川宿と保土ヶ谷宿の中間の立場として栄えた。
近現代
- 1868年（慶応4年、明治元年） 神奈川府が設置され、同府の所属となる。同年、神奈川県に改称。
- 1873年（明治6年） 区番組制により第三区一番組に属する。
- 1874年（明治7年） 大区小区制により第一大区三小区に属する。
- 1878年（明治11年） 郡区町村編制法により橘樹郡芝生村となる。
- 1889年（明治22年） 町村制施行のため神奈川町、青木町と合併して橘樹郡神奈川町の一部となり、同町の大字芝生となる。
- 1901年（明治34年） 神奈川町が横浜市に編入される。住民の懇願を受けた市会の議決により浅間町と改称される。
- 1923年（大正12年） 関東大震災での町内の被害は軽微で、罹災者が多く移り住んだ[7]。
- 1927年（昭和2年）
  - 横浜市の区制実施により神奈川区の所属となる[8]。
  - 12月20日 国道（現：青木浅間線）、12月27日に横浜市電が開通[9]
- 1943年（昭和18年） 神奈川区から中区に所属が変更となる[10]。
- 1944年（昭和19年） 中区から西区が分立し、同区の所属となる[11]。

## 世帯数と人口
2025年（令和7年）6月30日現在（横浜市発表）の世帯数と人口は以下の通りである。
| 丁目        | 世帯数    | 人口    |
| ----------- | --------- | ------- |
| 浅間町1丁目 | 1,024世帯 | 1,458人 |
| 浅間町2丁目 | 1,092世帯 | 1,827人 |
| 浅間町3丁目 | 1,123世帯 | 1,916人 |
| 浅間町4丁目 | 1,220世帯 | 1,933人 |
| 浅間町5丁目 | 764世帯   | 1,164人 |
| 計          | 5,223世帯 | 8,298人 |

### 人口の変遷
国勢調査による人口の推移。
| 年                 | 人口  |
| ------------------ | ----- |
| 1995年（平成7年）  | 5,819 |
| 2000年（平成12年） | 6,580 |
| 2005年（平成17年） | 6,866 |
| 2010年（平成22年） | 7,301 |
| 2015年（平成27年） | 7,947 |
| 2020年（令和2年）  | 8,133 |

### 世帯数の変遷
国勢調査による世帯数の推移。
| 年                 | 世帯数 |
| ------------------ | ------ |
| 1995年（平成7年）  | 2,732  |
| 2000年（平成12年） | 3,336  |
| 2005年（平成17年） | 3,545  |
| 2010年（平成22年） | 3,955  |
| 2015年（平成27年） | 4,363  |
| 2020年（令和2年）  | 4,679  |

## 学区
市立小・中学校に通う場合、学区は以下の通りとなる（2024年11月時点）。
| 丁目        | 番地                                            | 小学校               | 中学校               |
| ----------- | ----------------------------------------------- | -------------------- | -------------------- |
| 浅間町1丁目 | 全域                                            | 横浜市立宮谷小学校   | 横浜市立軽井沢中学校 |
| 浅間町2丁目 | 全域                                            | 横浜市立浅間台小学校 | 横浜市立岡野中学校   |
| 浅間町3丁目 | 全域                                            | 横浜市立浅間台小学校 | 横浜市立岡野中学校   |
| 浅間町4丁目 | 全域                                            | 横浜市立浅間台小学校 | 横浜市立岡野中学校   |
| 浅間町5丁目 | 1〜377番地 378番地の2〜385番地 386番地の2〜終り | 横浜市立浅間台小学校 | 横浜市立岡野中学校   |
| 浅間町5丁目 | 378番地の1 386番地の1                           | 横浜市立平沼小学校   | 横浜市立岡野中学校   |

## 事業所
2021年現在の経済センサス調査による事業所数と従業員数は以下の通りである。
| 丁目        | 事業所数  | 従業員数 |
| ----------- | --------- | -------- |
| 浅間町1丁目 | 163事業所 | 1,309人  |
| 浅間町2丁目 | 69事業所  | 323人    |
| 浅間町3丁目 | 66事業所  | 375人    |
| 浅間町4丁目 | 67事業所  | 623人    |
| 浅間町5丁目 | 76事業所  | 336人    |
| 計          | 441事業所 | 2,966人  |

### 事業者数の変遷
経済センサスによる事業所数の推移。
| 年                 | 事業者数 |
| ------------------ | -------- |
| 2016年（平成28年） | 438      |
| 2021年（令和3年）  | 441      |

### 従業員数の変遷
経済センサスによる従業員数の推移。
| 年                 | 従業員数 |
| ------------------ | -------- |
| 2016年（平成28年） | 2,671    |
| 2021年（令和3年）  | 2,966    |

## 交通

### 道路
- 環状1号線（横浜市主要地方道83号青木浅間線）
- 国道16号
- 新横浜通り（神奈川県道13号横浜生田線）
- 旧東海道

## 施設
- 横浜市立浅間台小学校
- 横浜市西スポーツセンター
- 浅間コミュニティハウス
- 横浜市営バス浅間町営業所
- 浅間車庫前公園
  - 木村担乎先生終焉地の碑
- 洪福寺
- 洪福寺松原商店街（保土ケ谷区宮田町にまたがる）

## 出身・ゆかりのある人物
- 堀榮助（地主、貸地業、神奈川県多額納税者）

## その他

### 日本郵便
- 郵便番号：220-0072[3]（集配局：神奈川郵便局[21]）

### 警察
町内の警察の管轄区域は以下の通りである。
| 丁目        | 番・番地等 | 警察署     | 交番・駐在所 |
| ----------- | ---------- | ---------- | ------------ |
| 浅間町1丁目 | 全域       | 戸部警察署 | 浅間町交番   |
| 浅間町2丁目 | 全域       | 戸部警察署 | 浅間町交番   |
| 浅間町3丁目 | 全域       | 戸部警察署 | 浅間町交番   |
| 浅間町4丁目 | 全域       | 戸部警察署 | 浅間町交番   |
| 浅間町5丁目 | 全域       | 戸部警察署 | 浅間町交番   |